# Michael de la Pole (2e comte de Suffolk)
Pour les articles homonymes, voir Michael de la Pole.
Michael de la Pole (vers 1367 – 17 septembre 1415), 2e comte de Suffolk, est un noble anglais.

## Biographie
Michael de la Pole est le fils aîné et héritier de Michael de la Pole, 1er comte de Suffolk, et de son épouse Katherine Wingfield. Condamné à mort et déchu de tous ses titres et possessions pour haute trahison par l'Impitoyable Parlement en 1388, son père est contraint de s'enfuir en exil à Paris, où il meurt dès l'année suivante. Pendant la décennie qui suit, le jeune Michael de la Pole tente de reprendre possession des terres paternelles. Il n'hésite pas ainsi à se rapprocher des ennemis de son père, notamment le duc de Gloucester et le comte de Warwick, afin d'avancer sa cause. Toutefois, ce comportement lui aliène l'amitié du roi Richard II, qui ne lui restitue son comté qu'en janvier 1398.
Contrairement à son père, le comte de Suffolk ne bénéficie pas de la confiance de Richard II. De ce fait, s'il obéit en juillet 1399 aux convocations du duc d'York pour défendre le royaume contre le duc de Lancastre, il ne s'oppose en revanche pas à la déposition de Richard II en faveur du duc de Lancastre le 30 septembre. Le nouveau roi Henri IV convoque dès le 6 octobre un Parlement qui rétablit les décisions prises par l'Impitoyable Parlement en 1388, mais confirme immédiatement à Michael de la Pole son titre de comte, en remerciement de son soutien. Il continuera cependant à réclamer les quelques possessions qui ne lui auront pas été restituées, notamment en Est-Anglie.
Le comte de Suffolk demeure discret sous le règne d'Henri IV, bien qu'il soit régulièrement convoqué au Parlement et qu'il soit nommé juge de paix du Norfolk. Il prend néanmoins part à la campagne contre l'Écosse en 1400 et est missionné au concile de Pise en 1409. Il est également actif dans la Manche contre les Français en 1405 et accompagne le duc de Clarence en Aquitaine en 1412 et 1413. Répondant aux convocations du roi Henri V, Michael de la Pole participe en août 1415 au siège d'Harfleur, où il amène 40 hommes d'armes et 120 archers, mais frappé de dysenterie, il meurt dès le 17 septembre. Inhumé à Wingfield dans le Suffolk, il a pour héritier son fils aîné Michael.

## Descendance
En avril 1383, Michael de la Pole épouse Katherine Stafford, fille d'Hugh Stafford, 2e comte de Stafford. Le couple a huit enfants :
- Michael de la Pole (1394 – 25 octobre 1415), 3e comte de Suffolk, épouse Elizabeth de Mowbray ;
- William de la Pole (16 octobre 1396 – 2 mai 1450), 1er duc de Suffolk, épouse Alice Chaucer ;
- Alexander de la Pole (mort le 12 juin 1429) ;
- John de la Pole (mort en 1429) ;
- Thomas de la Pole (mort en 1433) ;
- Katherine de la Pole (1410 ou 1411 – 1473) ;
- Isabel de la Pole (morte en 1466), épouse Thomas Morley, 5e baron Morley ;
- Elizabeth de la Pole, épouse Edward Burnell, puis Thomas Kerdeston.